# Вилкосел
Вилкосе́л (болг. Вълкосел) — село в Благоєвградській області Болгарії. Входить до складу громади Сатовча.

## Населення
За даними перепису населення 2011 року у селі проживали 2554 особи.
Національний склад населення села:
| Національність   | Кількість осіб | Відсоток |
| ---------------- | -------------- | -------- |
| турки            | 544            | 49,1%    |
| болгари          | 300            | 27,1%    |
| цигани           | 27             | 2,4%     |
| інша             | 221            | 19,9%    |
| не визначились   | 16             | 1,4%     |
| Всього відповіли | 1108           |          |

Розподіл населення за віком у 2011 році:
Динаміка населення: